# Calanthea pulcherrima
Calanthea pulcherrima är en kaprisväxtart som först beskrevs av Nikolaus Joseph von Jacquin, och fick sitt nu gällande namn av John Miers. Calanthea pulcherrima ingår i släktet Calanthea och familjen kaprisväxter. Inga underarter finns listade i Catalogue of Life.